# Robert W. Malone
Robert Wallace Malone (1959) is een Amerikaans viroloog en immunoloog. Zijn werk is voornamelijk gericht op de ontwikkeling van mRNA-technologie en medicatie-onderzoek.

## Carrière
Eind jaren 80 deed Malone al onderzoek naar mRNA-technologie om hiermee cellen te activeren voor de aanmaak van proteïnes. In 1990 volgde een paper waarmee men de mogelijkheid suggereerde om mRNA te programmeren in een laboratorium, voor het activeren van de aanmaak van een gewenste proteïne. Deze studies worden beschouwd als de eerste stappen in de ontwikkeling van mRNA-vaccins.
Malone was ook hoofd klinische zaken voor Avancer Group, een lid van de wetenschappelijke adviesraad van EpiVax, en hij werkte als directeur en mede-oprichter van Atheric Pharmaceutical.

## COVID-19
Begin 2020 was Malone betrokken bij het onderzoek naar famotidine, een middel tegen brandend maagzuur, dat mogelijk in verband werd gebracht met een hogere kans op herstel van COVID-19. Malone vermoedde dat famotidine zich richt op een enzym dat het virus gebruikt om zich voort te planten. Na voorlopige positieve resultaten startten Alchem Laboraties en Northwell Health een klinische proef met famotidine en hydroxychloroquine.

## Kritiek en blokkades
Tijdens de coronacrisis trad hij naar voren om te waarschuwen voor de gevolgen van massavaccinatie en ontving vanwege zijn opvattingen veel kritiek. Malone wordt bekritiseerd vanwege het uiten van controversiële berichtgeving over de veiligheid en werkzaamheid van het COVID-19-vaccin.
YouTube, LinkedIn en Twitter blokkeerden zijn accounts herhaald vanwege het schenden van de communityrichtlijnen van deze platforms. YouTube verwijderde een uitzending in december en daaropvolgend verwijderde Twitter zijn account net voordat hij bij Joe Rogan de massavormingstheorie had benoemd. 